# Raúl Gudiño
Raúl Manolo Gudiño Vega (ur. 22 kwietnia 1996 w Guadalajarze) – meksykański piłkarz występujący na pozycji bramkarza w klubie Venados FC. Młodzieżowy i dorosły reprezentant Meksyku.

## Sukcesy

### Klubowe

#### FC Porto B
- Zwycięzca Segunda Liga: 2015/2016
- Zdobywca Premier League International Cup: 2016/2017

#### APOEL FC
- Mistrz Cypru: 2017/2018

### Meksyk
- Mistrzostwo Ameryki Północnej do lat 17: 2013
- Wicemistrzostwo świata do lat 17: 2013
- Kwalifikacje do mistrzostw olimpijskich U23 strefy CONCACAF: 2015

### Indywidualne
- 2. miejsce w plebiscycie CONCACAF na bramkarza roku: 2013
- Złota rękawica Mistrzostw Ameryki Północnej do lat 17: 2013